# Sim (turnê de Sandy)
Sim foi a quarta turnê realizada pela cantora e compositora brasileira Sandy. A turnê promoveu o álbum Sim (2013) e passou por várias cidades brasileiras, tendo início no dia 13 de abril de 2013 na cidade de Vitória e encerramento no dia 23 de maio de 2014 na cidade de São Paulo. No cenário, há "tecidos leves e transparentes em um ambiente que remete à primavera com tons de verde, azul, lilás, e prata", bem como móbiles. A turnê foi eleita a melhor do ano em 2013 e 2014, pelos leitores do Guia Folha, da Folha de S. Paulo.

## Inicio da turnê
Sandy chegou a Vitória com a turnê Sim e se apresentou no dia 13 de abril de 2013, no Arena Vitória. O show foi lançado antes do disco ''Sim'' e misturava as canções do EP Princípios, Meios e Fins com as do primeiro álbum solo de Sandy, Manuscrito.
As músicas inéditas se misturaram aos poucos ao repertório até que o disco fosse lançado de fato. No show, a cantora apresenta canções do EP "Princípios, Meios e Fins", como "Aquela dos 30", seguido de "Escolho Você" e "Segredo". Há também músicas do álbum anterior, "Manuscrito", como Pés Cansados", "Quem Eu Sou", 'Sem Jeito" e "Perdida e Salva". O músico Lucas Lima assumiu a direção musical do show. A banda que acompanha Sandy é composta de Alex Heinrich (baixo), Delino Costa (bateria), Eloá Gonçalves (teclados) e Edu Tedeschi e Maurício Caruso  (guitarras e violões).

## Repertório
1. Aquela Dos 30
2. Sem Jeito
3. Perdida e Salva
4. Ela/Ele
5. Segredo
6. Se Deus Me Ouvisse
7. Pés Cansados
8. Ponto Final
9. Casa
10. Bad
11. Águas De Março
12. All Star
13. Idaho
14. Angel
15. Não Dá Pra Não Pensar
16. A Lenda
17. Quem Eu Sou
18. Escolho Você
19. Saudade
20. Sim

1. Aquela Dos 30
2. Sem Jeito
3. Perdida E Salva
4. Ela/Ele
5. Segredo
6. Se Deus Me Ouvisse
7. Pés Cansados
8. Ponto Final
9. Casa
10. Meu Bem, Meu Mal
11. Refúgio
12. Ninguém É Perfeito
13. Águas De Março
14. All Star
15. Morada
16. Angel
17. Não Dá Pra Não Pensar
18. A Lenda
19. Escolho Você
20. Quem Eu Sou
21. Sim

## Encerramento da turnê
Grávida de sete meses, a cantora Sandy encerrou a turnê Sim no dia 23 de maio de 2014 , com show único na cidade de São Paulo. Divulgando álbum homônimo e com ingressos esgotados, o show também lembrou de sucessos antigos da carreira de Sandy.
"Feliz e realizada, concluo esta temporada de shows especial para mim e muito marcante nessa minha trajetória de mais de vinte anos”, diz ela, que continua comemorando: “o ano foi cheio de surpresas boas e, entre todas elas, ainda comemoro a repercussão da música Morada na novela Em Família. Começo a desacelerar, claro que provisoriamente, a minha carreira profissional com a sensação de missão cumprida!”, finaliza.

## Recepção
O jornalista musical Mauro Ferreira avaliou o show da turnê Sim com 3 estrelas de 5 e disse que ele é "mais pop e extrovertido do que o antecessor, Manuscrito".

## Datas
| Brasil                 |                       |                               |
| 13 de abril de 2013    | Vitória               | Arena Vitória                 |
| 21 de abril de 2013    | Rio de Janeiro        | Vivo Rio                      |
| 27 de abril de 2013    | Goiânia               | Teatro Rio Vermelho           |
| 17 de maio de 2013     | São Paulo             | HSBC Brasil                   |
| 8 de junho de 2013     | Uberlândia            | Center Convention             |
| 15 de junho de 2013    | Paulínia              | Teatro Municipal de Paulínia  |
| 21 de julho de 2013    | Curitiba              | Centro Cultural Teatro Guaíra |
| 31 de agosto de 2013   | Santos                | Mendes Convention Center      |
| 5 de outubro de 2013   | Sorocaba              | Clube União Recreativo        |
| 19 de outubro de 2013  | Brasília              | Arena Brasília                |
| 23 de novembro de 2013 | São Paulo             | HSBC Brasil                   |
| 8 de dezembro de 2013  | Porto Alegre          | Teatro do Bourbon Country     |
| 29 de março de 2014    | Rio de Janeiro        | Vivo Rio                      |
| 12 de abril de 2014    | Paulínia              | Teatro Municipal de Paulínia  |
| 27 de abril de 2014    | Curitiba              | Teatro Positivo               |
| 9 de maio de 2014      | São José do Rio Preto | Vila Rica Eventos             |
| 23 de maio de 2014     | São Paulo             | HSBC Brasil                   |